# Kirchia
Kirchia (auch: Kirchya) ist ein Dorf in der Landgemeinde Gaffati in Niger.

## Geographie
Das von einem traditionellen Ortsvorsteher (chef traditionnel) geleitete Dorf befindet sich rund 19 Kilometer nordöstlich des Hauptorts Gaffati der gleichnamigen Landgemeinde, die zum Departement Mirriah in der Region Zinder gehört. Zu den Siedlungen in der näheren Umgebung von Kirchia zählen Albarkaram im Nordwesten, Kassama im Nordosten, Baouraye Boukari im Osten, Toumbala im Südosten und Guéza Mahaman im Südwesten.
Kirchia liegt am linken Ufer des Trockentals Zermou zwischen der Kassama-Talsperre und der Toumbala-Talsperre, die beide 2007 fertiggestellt wurden. Nördlich und nordöstlich des Dorfs erheben sich mehrere Quarzit-Hügel. Es herrscht das Klima der Sahelzone vor, mit einer durchschnittlichen jährlichen Niederschlagsmenge zwischen 300 und 400 mm.

## Geschichte
Abaza, der von 1782 bis 1787 regierende Herrscher von Damagaram, verlegte seinen Herrschaftssitz vom Dorf Doutchin Koura nach Kirchia. Bei einer Untersuchung im Jahr 1990 wurde beim Befall mit der Saugwürmer-Art Schistosoma haematobium unter den 10- bis 13-Jährigen im Ort eine Prävalenz von 88 Prozent festgestellt.

## Bevölkerung
Bei der Volkszählung 2012 hatte Kirchia 1784 Einwohner, die in 210 Haushalten lebten. Bei der Volkszählung 2001 betrug die Einwohnerzahl 1354 in 253 Haushalten und bei der Volkszählung 1988 belief sich die Einwohnerzahl auf 1433 in 236 Haushalten.

## Wirtschaft und Infrastruktur
Es gibt eine Schule im Dorf.